# آلکسیس زیویسکی
آلکسیس زیویسکی (انگلیسی: Alexis Zywiecki؛ زادهٔ ۱۰ آوریل ۱۹۸۴) ورزشکار اهل فرانسه است.
از باشگاه‌هایی که در آن بازی کرده‌است می‌توان به لیل اشاره کرد.